# Эрб, Эльке
Эльке Эрб (нем. Elke Erb; 18 февраля 1938, Шербах, ныне Райнбах — 22 января 2024) — немецкий поэт и переводчик поэзии.

## Биография
Дочь историка литературы Эвальда Эрба (1903—1978), внучка архитектора Паулюса Эрба. С 1949 семья жила в ГДР. В 1958—1959 годах Эльке изучала германистику, славистику, историю и педагогику в Галле-Виттенбергском университете. С 1965 года служила в издательстве Mitteldeutscher Verlag. С 1966 занималась исключительно литературой, жила в Берлине. Действительный член Берлинской и Саксонской академий искусства.
Младшая сестра — Уте Эрб (род. 1940), поэтесса, переводчица с французского и турецкого языков.

## Творчество
Наряду с публикацией стихов и прозы, переводила с английского, итальянского, русского, грузинского и других языков. Из русских авторов переводила Есенина, Цветаеву, Марию Степанову, Ольгу Мартынову, Наталью Бельченко, Аллу Горбунову, стихи и прозу (четыре книги прозы в соавторстве с Сергеем Гладких или Ольгой Мартыновой) Олега Юрьева и др.

## Признание
Премии Петера Хухеля (1988), Генриха Манна (1990), Эриха Фрида (1995), Ханса Эриха Носсака (2007), Эрлангенская премия за поэтический перевод (2011) и др. награды.

## Публикации на русском языке
- Э. Эрб. На краю пруда этих вод / Перевод и предисловие Ольги Мартыновой при участии Олега Юрьева и Сергея Гладких // «Урал», 2000, № 7.
- Э. Эрб. Вид сверху Архивная копия от 9 ноября 2013 на Wayback Machine / Перевод Олега Юрьева // «Воздух», 2006, № 4.